# Campeonato Carioca de Remo
O Campeonato Carioca de Remo é uma competição realizada entre diversas agremiações de remo do estado do Rio de Janeiro. É uma competição muito prestigiada no Rio de Janeiro, principalmente pela presença das grandes forças estaduais nas disputas, sendo realizada atualmente no Estádio de Remo da Lagoa na Lagoa Rodrigo de Freitas.

## Títulos por clube
| Clube                                  | Títulos | Anos Campeão |
| -------------------------------------- | ------- | --- |
| Clube de Regatas do Flamengo           | 52      | 1916, 1917, 1920, 1933, 1940, 1941, 1942, 1943, 1963, 1965, 1966, 1967, 1968, 1969, 1971, 1972, 1973, 1974, 1975, 1976, 1977, 1978, 1979, 1980, 1981, 1983, 1984, 1985, 1986, 1987, 1988, 1989, 1990, 1991, 1992, 1993, 1994, 1995, 1996, 1997, 2003, 2004, 2006, 2007, 2009, 2010, 2011, 2012, 2019, 2021, 2023 e 2024 |
| Club de Regatas Vasco da Gama          | 46      | 1905, 1906, 1912, 1913, 1914, 1919, 1921, 1924, 1927, 1928, 1929, 1930, 1931, 1932, 1934, 1935, 1936, 1937, 1938, 1939, 1944, 1945, 1946, 1947, 1948, 1949, 1950, 1951, 1952, 1953, 1954, 1955, 1956, 1957, 1958, 1959, 1961, 1970, 1982, 1998, 1999, 2000, 2001, 2002, 2005 e 2008                                     |
| Botafogo de Futebol e Regatas          | 11      | 1899, 1960, 1962, 1964, 2013, 2014, 2015, 2016, 2017 ,2018 e 2022 |
| Clube de Regatas Boqueirão do Passeio  | 4       | 1901, 1903, 1925 e 1926 |
| Grupo de Regatas Gragoatá              | 4       | 1898, 1900, 1904 e 1908 |
| Clube de Natação e Regatas Santa Luzia | 4       | 1902, 1907, 1910 e 1911 |
| Clube de Regatas Guanabara             | 3       | 1915, 1922 e 1923 |
| Clube Internacional de Regatas         | 1       | 1909 |
| São Cristovão de Futebol e Regatas     | 1       | 1918 |

## Liga Carioca
*Nos anos de 1935, 1936 e 1937 o Flamengo foi campeão da Liga Carioca, dissidência organizada no Remo na época que foi extinta em 1938. Tais títulos são considerados pela FRERJ, mas como um campeonato independente.